# Коритно (Росія)
Коритно (рос. Корытно) — присілок в Гдовському районі Псковської області Російської Федерації.
Населення становить 11 осіб. Входить до складу муніципального утворення Полновська волость.

## Історія
Від 2005 року входить до складу муніципального утворення Полновська волость.

## Населення
| 2001 | 2002 | 2010 |
| ---- | ---- | ---- |
| 18   | ↗21  | ↘11  |